# Delnice
Delnice est une ville et une municipalité du comitat de Primorje-Gorski Kotar, en Croatie. Au recensement de 2001, la municipalité comptait 6 262 habitants, dont 91,68 % de Croates et la ville seule comptait 4 451 habitants.

## Localités
La municipalité de Delnice compte 55 localités :
| - Bela Vodica - Belo - Biljevina - Brod na Kupi - Crni Lug - Čedanj - Dedin - Delnice - Donja Krašićevica - Donje Tihovo - Donji Ložac | - Donji Okrug - Donji Turni - Gašparci - Golik - Gornja Krašićevica - Gornje Tihovo - Gornji Ložac - Gornji Okrug - Gornji Turni - Grbajel - Guče Selo | - Gusti Laz - Hrvatsko - Iševnica - Kalić - Kočičin - Krivac - Kupa - Kuželj - Leska - Lučice - Mala Lešnica | - Malo Selo - Marija Trošt - Plajzi - Podgora Turkovska - Požar - Radočaj Brodski - Raskrižje Tihovo - Razloge - Razloški Okrug - Sedalce - Srednja Krašićevica | - Suhor - Ševalj - Turke - Vela Voda - Velika Lešnica - Zagolik - Zakrajc Turkovski - Zalesina - Zamost Brodski - Zapolje Brodsko - Zelin Crnoluški |